# 多級閃蒸

多级闪蒸

多级闪蒸，是一种海水淡化方法。强调多级和闪蒸，其装置由多个闪蒸室组成的。
该装置中利用了海水的蒸发进行脱盐，先将海水加热，再引入接近真空的闪蒸室，由于室内的气压远远低于热海水的饱和蒸汽压，壓力低連常溫的水實際上也會沸騰，所以海水瞬间气化，将室内气化的蒸汽冷却，成为淡水并将其引出，而剩余的热海水再进入下一个闪蒸室，继续接受闪蒸，多次提取热海水中的淡水。

## 原理
闪化（英語：flashing）是以减压方式降低沸点，由此将液体部分蒸发，再将蒸汽冷凝后制得淡水，而与溶解于卤水之中的盐份分离。由于此方法并没有使含盐水真正沸腾（仅是表面沸腾）与热传表面积接触，可以大幅改善因蒸馏产生的积垢（ Scale ）问题，并于 1950 年代即已有商业化规模，加上其产量较大，广为中东产油国所采用。